# Championnat d'Europe masculin de rink hockey 2004
Navigation
Championnat d'Europe masculin 2002 Championnat d'Europe masculin 2006
Le championnat d'Europe de rink hockey masculin 2004 se déroule du 13 au 18 septembre 2004 à La Roche-sur-Yon. La compétition est remportée par l'équipe d'Espagne, qui devient ainsi championne d'Europe 2004. Un total de 24 matchs est joué pour 185 buts marqués, soit 7,7 buts par match.

## Participants
Huit équipes prennent part à la compétition :
- Allemagne
- Angleterre
- Espagne
- France
- Italie
- Pays-Bas
- Portugal
- Suisse

## Format
Le tournoi est divisé en deux phases distinctes, une phase de poule et une phase finale à élimination directe. Dans la première phase, les huit équipes participantes sont réparties dans deux groupes de quatre équipes chacun. Dans chaque groupe, toutes les équipes se rencontrent une fois, afin d'établir un classement du groupe. Une victoire rapporte dans cette phase 2 points, un nul et une défaite respectivement 1 et 0 point.
Toutes les équipes participantes sont qualifiées pour les quarts de finale qui opposent les premiers de groupe aux quatrièmes de l'autre groupe et les deuxièmes aux troisièmes de l'autre groupe. Les quarts, demi-finales et la finale se dispute sur une seule rencontre. Un match pour la troisième place est joué entre les perdants des demi-finales. Les équipes échouant au stade des quarts de finale se rencontrent dans un tournoi afin de déterminer le classement final.

## Résultats

### Phase de groupe
L'Espagne et l'Italie remportent invaincues les groupes A et B devant la Suisse et le Portugal.

#### Groupe A
| Rang | Équipe   | Pts | J | G | N | P | Bp | Bc | Diff |  | Résultats |  |     |     |     |
| ---- | -------- | --- | - | - | - | - | -- | -- | ---- |  | --------- |  | --- | --- | --- |
| 1    | Espagne  | 5   | 3 | 2 | 1 | 0 | 8  | 3  | +5   |  | Espagne   |  | 4-1 | 3-1 | 1-1 |
| 2    | Suisse   | 3   | 3 | 1 | 1 | 1 | 9  | 7  | +2   |  | Suisse    |  |     | 2-2 | 6-1 |
| 3    | France   | 3   | 3 | 1 | 1 | 1 | 7  | 7  | 0    |  | France    |  |     |     | 4-2 |
| 4    | Pays-Bas | 1   | 3 | 0 | 0 | 3 | 4  | 11 | -7   |  | Pays-Bas  |  |     |     |     |

#### Groupe B
| Rang | Équipe     | Pts | J | G | N | P | Bp | Bc | Diff |  | Résultats  |  |     |     |     |
| ---- | ---------- | --- | - | - | - | - | -- | -- | ---- |  | ---------- |  | --- | --- | --- |
| 1    | Italie     | 5   | 3 | 2 | 1 | 0 | 8  | 3  | +5   |  | Italie     |  | 4-1 | 3-1 | 1-1 |
| 2    | Portugal   | 3   | 3 | 1 | 1 | 1 | 9  | 7  | +2   |  | Portugal   |  |     | 2-2 | 6-1 |
| 3    | Allemagne  | 3   | 3 | 1 | 1 | 1 | 7  | 7  | 0    |  | Allemagne  |  |     |     | 4-2 |
| 4    | Angleterre | 1   | 3 | 0 | 0 | 3 | 4  | 11 | -7   |  | Angleterre |  |     |     |     |

### Phase à élimination directe
L'Espagne et l'Italie, les deux premiers de la première phase, passent avec succès les quarts et les demi-finales. En finale l'Espagne gagne 4-2 et remporte le titre de champion d'Europe 2004.
|  | Quarts de finale         | Quarts de finale         | Quarts de finale         | Quarts de finale         |         |         | Demi-finales             | Demi-finales             | Demi-finales             | Demi-finales             |  |  | Finale                   | Finale                   | Finale                   | Finale                   |
|  |                          |                          |                          |                          |         |         |                          |                          |                          |                          |  |  |                          |                          |                          |                          |
|  | 16 septembre 2004, 20h30 | 16 septembre 2004, 20h30 | 16 septembre 2004, 20h30 | 16 septembre 2004, 20h30 |         |         | 17 septembre 2004, 20h00 | 17 septembre 2004, 20h00 | 17 septembre 2004, 20h00 | 17 septembre 2004, 20h00 |  |  | 18 septembre 2004, 21h00 | 18 septembre 2004, 21h00 | 18 septembre 2004, 21h00 | 18 septembre 2004, 21h00 |
|  | 16 septembre 2004, 20h30 | 16 septembre 2004, 20h30 | 16 septembre 2004, 20h30 | 16 septembre 2004, 20h30 |         |         | 17 septembre 2004, 20h00 | 17 septembre 2004, 20h00 | 17 septembre 2004, 20h00 | 17 septembre 2004, 20h00 |  |  | 18 septembre 2004, 21h00 | 18 septembre 2004, 21h00 | 18 septembre 2004, 21h00 | 18 septembre 2004, 21h00 |
|  | 2e gr.A                  | Suisse                   | 3 ap                     | 3 ap                     |         |         | 17 septembre 2004, 20h00 | 17 septembre 2004, 20h00 | 17 septembre 2004, 20h00 | 17 septembre 2004, 20h00 |  |  | 18 septembre 2004, 21h00 | 18 septembre 2004, 21h00 | 18 septembre 2004, 21h00 | 18 septembre 2004, 21h00 |
|  | 2e gr.A                  | Suisse                   | 3 ap                     | 3 ap                     |         |         | 17 septembre 2004, 20h00 | 17 septembre 2004, 20h00 | 17 septembre 2004, 20h00 | 17 septembre 2004, 20h00 |  |  | 18 septembre 2004, 21h00 | 18 septembre 2004, 21h00 | 18 septembre 2004, 21h00 | 18 septembre 2004, 21h00 |
|  | 3e gr.B                  | Allemagne                | 2                        | 2                        |         |         | 17 septembre 2004, 20h00 | 17 septembre 2004, 20h00 | 17 septembre 2004, 20h00 | 17 septembre 2004, 20h00 |  |  | 18 septembre 2004, 21h00 | 18 septembre 2004, 21h00 | 18 septembre 2004, 21h00 | 18 septembre 2004, 21h00 |
|  | 3e gr.B                  | Allemagne                | 2                        | 2                        | Suisse  | Suisse  | 2                        | 2                        |                          |                          |  |  | 18 septembre 2004, 21h00 | 18 septembre 2004, 21h00 | 18 septembre 2004, 21h00 | 18 septembre 2004, 21h00 |
|  | 16 septembre 2004, 17h00 |                          |                          |                          | Suisse  | Suisse  | 2                        | 2                        |                          |                          |  |  | 18 septembre 2004, 21h00 | 18 septembre 2004, 21h00 | 18 septembre 2004, 21h00 | 18 septembre 2004, 21h00 |
|  |                          |                          | Italie                   | Italie                   | 9       | 9       |                          |                          |                          |                          |  |  | 18 septembre 2004, 21h00 | 18 septembre 2004, 21h00 | 18 septembre 2004, 21h00 | 18 septembre 2004, 21h00 |
|  | 4e gr.A                  | Pays-Bas                 | Italie                   | Italie                   | 9       | 9       | 2                        | 2                        |                          |                          |  |  | 18 septembre 2004, 21h00 | 18 septembre 2004, 21h00 | 18 septembre 2004, 21h00 | 18 septembre 2004, 21h00 |
|  | 4e gr.A                  | Pays-Bas                 | 17 septembre 2004, 22h00 |                          |         |         | 2                        | 2                        |                          |                          |  |  | 18 septembre 2004, 21h00 | 18 septembre 2004, 21h00 | 18 septembre 2004, 21h00 | 18 septembre 2004, 21h00 |
|  | 1er gr.B                 | Italie                   | 11                       | 11                       |         |         |                          |                          |                          |                          |  |  | 18 septembre 2004, 21h00 | 18 septembre 2004, 21h00 | 18 septembre 2004, 21h00 | 18 septembre 2004, 21h00 |
|  | 1er gr.B                 | Italie                   | 11                       | 11                       | Italie  | Italie  | 2                        | 2                        |                          |                          |  |  |                          |                          |                          |                          |
|  | 16 septembre 2004, 22h00 |                          |                          |                          | Italie  | Italie  | 2                        | 2                        |                          |                          |  |  |                          |                          |                          |                          |
|  |                          |                          | Espagne                  | Espagne                  | 4       | 4       |                          |                          |                          |                          |  |  |                          |                          |                          |                          |
|  | 1er gr.A                 | Espagne                  | Espagne                  | Espagne                  | 4       | 4       | 15                       | 15                       |                          |                          |  |  |                          |                          |                          |                          |
|  | 1er gr.A                 | Espagne                  |                          |                          |         |         |                          |                          |                          |                          |  |  |                          |                          |                          |                          |
|  | 4e gr.B                  | Angleterre               | 0                        | 0                        |         |         |                          |                          |                          |                          |  |  |                          |                          |                          |                          |
|  | 4e gr.B                  | Angleterre               | 0                        | 0                        | Espagne | Espagne | 2                        | 2                        |                          |                          |  |  |                          |                          |                          |                          |
|  | 16 septembre 2004, 18h50 |                          |                          |                          | Espagne | Espagne | 2                        | 2                        |                          |                          |  |  |                          |                          |                          |                          |
|  |                          |                          | Portugal                 | Portugal                 | 1       | 1       |                          |                          |                          |                          |  |  |                          |                          |                          |                          |
|  | 3e gr.A                  | France                   | Portugal                 | Portugal                 | 1       | 1       | 2                        | 2                        |                          |                          |  |  |                          |                          |                          |                          |
|  | 3e gr.A                  | France                   |                          |                          |         |         |                          | 2                        |                          |                          |  |  |                          |                          |                          |                          |
|  | 2e gr.B                  | Portugal                 | 3 ap                     | 3 ap                     |         |         |                          |                          |                          |                          |  |  |                          |                          |                          |                          |
|  | 2e gr.B                  | Portugal                 | 3 ap                     | 3 ap                     |         |         |                          |                          |                          |                          |  |  |                          |                          |                          |                          |
|  |                          |                          |                          |                          |         |         |                          |                          |                          |                          |  |  |                          |                          |                          |                          |

### Matchs de classement
Les perdants des quarts de finale se rencontrent pour déterminer le classement de la cinquième à la huitième place. Les perdants des demi-finales se disputent la troisième place. Celle-ci est obtenue par le Portugal en battant la Suisse.
| Match                  | Équipe 1   | Score | Équipe 2  |
| ---------------------- | ---------- | ----- | --------- |
| Demi-finale places 5-8 | Angleterre | 2-8   | France    |
| Demi-finale places 5-8 | Allemagne  | 5-3   | Pays-Bas  |
| Places 7-8             | Angleterre | 5-2   | Pays-Bas  |
| Places 5-6             | France     | 3-4   | Allemagne |
| Places 3-4             | Suisse     | 1-2   | Portugal  |

## Classement
Au classement final, l'Espagne devance l'Italie et le Portugal qui complètent le podium de ces championnats d'Europe.
| Classement | Équipe     |
| ---------- | ---------- |
| 1          | Espagne    |
| 2          | Italie     |
| 3          | Portugal   |
| 4          | Suisse     |
| 5          | Allemagne  |
| 6          | France     |
| 7          | Angleterre |
| 8          | Pays-Bas   |